# ファビュラス (prediaのアルバム)
『ファビュラス』（Fabulous）は、日本の女性アイドルグループ・prediaの2枚目のフルアルバム。2018年2月14日に日本クラウンから発売された。

## 背景とリリース
前作『白夜のヴィオラにいだかれて』（2016年6月22日）から1年8か月ぶり、メジャー通算3作目のアルバム作品。2017年11月23日に東京・日本青年館で行われた『predia 7th Anniversary Tour』の最終公演で情報が解禁された。
アルバムはType-A（CD+DVD：CRCP-40548）、Type-B（CD：CRCP-40549）の2形態の他、クラウン徳間ミュージックショップ限定の「面会BOX」（CRZP-32）「カラオケBOX」（CRZP-33）も販売された。またDVDは2017年7月2日に行われた『predia release tour 2017～ワインとかけて、女と解く。その心は～』の赤坂BLITZ公演の模様が収録されている。
青山玲子、岡村明奈、林弓束、松本ルナが参加した最後のスタジオ・アルバムでもある。

## アートワーク
ジャケット表面に写し出された唇は、Type-Aが青山玲子、Type-Bが湊あかねのものである。青山と湊は口紅とグロスとワセリンを使用してテカテカにしながら撮影したと「UtaTen」のインタビューで語っている。ちなみに化粧品メーカーの伊勢半による『KISSME PROJECT』に湊が参加しており、2018年3月30日 - 31日に渋谷109で行われた完成披露ライブペインティングイベントでは、湊のキスアートも展示された。

## ミュージックビデオ
「Hotel Sunset」のミュージックビデオは、加藤マニが演出している。架空のホテル「Hotel Sunset」で働く10人のベルガールをコミカルタッチで描いており、「明るくてセクシー、かつナスティになり過ぎないように作った」と加藤がツイッターで制作秘話を語っている。MVには俳優の新井雅人（フラッシュアップ所属）も出演。振付は香瑠鼓が担当した。

## ライブ・ツアー
本作リリースに合わせ、『predia tour 2018“Fabulous”』が2018年2月3日から4月30日まで8会場10公演開催された。また同年5月23日にMt.RAINIER HALL SHIBUYA PLEASURE PLEASUREで行われた『predia “THE SHOW” day.1』は、本アルバムの全楽曲を歌唱したライブとなった。

## チャート成績
初動で7.102枚を売り上げ、2018年2月26日付オリコンアルバムチャートで10位にランクイン。自身初のオリコンアルバムチャートトップ10入りを果たした。Billboard Japanでは15位が最高である。

## 収録曲
Type A・Type B
| #   | タイトル                    | 作詞                         | 作曲                                              | 編曲                                | 時間 |
| --- | --------------------------- | ---------------------------- | ------------------------------------------------- | ----------------------------------- | ---- |
| 1.  | 「Fabulous」                | 栗原暁（Jazzin' park）       | 栗原暁（Jazzin' park） Tasuku Maeda               | Tasuku Maeda                        | 3:51 |
| 2.  | 「SUPER WOMEN」             | 阿久津健太郎                 | TlexiA                                            | TlexiA                              | 4:53 |
| 3.  | 「Ms.Frontier」             | predia 栗原暁 (Jazzin' park) | 栗原暁 (Jazzin' park) Tasuku Maeda                | 栗原暁 (Jazzin' park) Tasuku Maeda  | 3:39 |
| 4.  | 「ヌーベルキュイジーヌ」    | predia 栗原暁 (Jazzin' park) | 栗原暁 (Jazzin' park) Tasuku Maeda                | Tasuku Maeda                        | 3:50 |
| 5.  | 「Hotel Sunset」            | 栗原暁（Jazzin' park）       | 栗原暁、久保田真悟 （Jazzin' park）               | 栗原暁、久保田真悟 （Jazzin' park） | 4:17 |
| 6.  | 「クレオパトラ」            | 阿久津健太郎                 | 阿久津健太郎                                      | 阿久津健太郎                        | 5:00 |
| 7.  | 「Secret of Light」         | 阿久津健太郎                 | 阿久津健太郎                                      | 阿久津健太郎                        | 4:42 |
| 8.  | 「SHADOW PLAY」             | 阿久津健太郎                 | 阿久津健太郎                                      | 阿久津健太郎                        | 4:22 |
| 9.  | 「水曜日の嘘」              | 小池龍也                     | 田熊知存（DREAM MONSTER）                         | 田熊知存（DREAM MONSTER）           | 3:53 |
| 10. | 「Addicted To Your Secret」 | 栗原暁（Jazzin' park）       | 栗原暁（Jazzin' park） 中土智博（Remark Spirits） | 中土智博（Remark Spirits）          | 3:39 |
| 11. | 「禁断のマスカレード」      | 阿久津健太郎                 | TlexiA、Jason Miller                              | TlexiA、 Erick Lee                  | 4:55 |
| 12. | 「Wake Up」                 | 小池龍也                     | 田熊知存（DREAM MONSTER）                         | 田熊知存（DREAM MONSTER）           | 4:19 |
| 13. | 「Close to you」            | 阿久津健太郎                 | 阿久津健太郎                                      | 阿久津健太郎                        | 3:50 |

Type A
| #  | タイトル                 | 作詞 | 作曲・編曲 |
| -- | ------------------------ | ---- | ---------- |
| 1. | 「ヌーベルキュイジーヌ」 |      |            |
| 2. | 「ギリラブ」             |      |            |
| 3. | 「Dream Of Love」        |      |            |
| 4. | 「美しき孤独たち」       |      |            |
| 5. | 「禁断のマスカレード」   |      |            |
| 6. | 「壊れた愛の果てに」     |      |            |
| 7. | 「The Call」             |      |            |